# Schizodontus latus
Schizodontus latus là một loài bọ cánh cứng trong họ Cerambycidae.